# Nona Arte
Nona Arte war ein italienischer, 2009 von Andrea Rivi gegründeter Comicverlag. Das Hauptaugenmerk liegt auf frankobelgischen Klassikern. 2017 wurde der Verlag an Editoriale Cosmo verkauft, bleibt jedoch als eigene Marke erhalten. Einige Werke sind auch in deutscher und niederländischer Sprache erschienen.

## Comicserien (Auswahl)
- Alix
- Gentlemen GmbH
- Der rote Korsar
- Bob Morane
- Bruno Brazil
- Lucky Luke
- Buck Danny
- Jerry Spring
- Michel Vaillant
- Prinz Eisenherz
- Mick Tanguy
- Yoko Tsuno